# 超速搖搖
《超速搖搖》（日语：超速スピナー）是由橋口隆志所畫，在小學館《快樂快樂月刊》1997年12月号到2000年8月号連載的漫画。

## 登場人物

### 主要人物
堂本瞬一（配音：森久保祥太郎；台灣：龍顯蕙；香港：梁偉德、陳廷軒（VCD版本））
擅長任何運動，並有着不服輸的精神。有一次在搖搖比賽中碰到了北條院。在領教到北條院精湛技術後，得知兩人之間實力懸殊，立志以超越北條院為目標，並從此迷上搖搖。
北條院聖斗（配音：上田祐司/ 折笠愛（童年）；台灣：張文俊；香港：李錦綸/梁少霞（童年）、劉昭文（VCD版本））
金色長髪（動畫為棕色），生在富裕家庭，幼年喪母，因為其父給其買的第一件禮物是搖搖，所以鍾愛搖搖。而且偏執"地球自轉"，原因是其母去世時玩的正是"地球自轉"。是促使瞬一走向真正搖搖世界的關鍵人物。搖搖嘉年華因為自開始3屆以來，冠軍都為北條院聖斗，所以又叫北條院杯搖搖賽。
小暮宙太（配音：東沙織；台灣：鄭仁君；香港：林丹鳳）
知名搖搖玩家，出身知名馬戲團世家「小暮大サーカス」。
安濃之圓馬（配音：松田佑貴；香港：蘇強文）
夢宮莉安（配音：千葉千惠巳；台灣：董錦萍；香港：劉惠雲）
瞬一同班同學和青梅竹馬。與瞬一讀同一間學校，是瞬一好友。在一路上支持著瞬一。
木村小哭（配音：野田順子；台灣：鄭仁君；香港：黃麗芳）
武藏丸弁慶（配音：鈴木琢磨；台灣：宋克軍；香港：陳卓智）
赤城大樹（配音：鈴村健一；台灣：張文俊，香港：蘇強文）
玩具店老闆（配音：中村大樹；香港：雷霆）
中村名人（配音：三木真一郎/ 日高範子（少年）；香港：馮錦堂/ 陸惠玲（少年））
原名中村謙一，知名職業搖搖高手。
輪刃剛志（配音：遠近孝一；台灣：朱憶華；香港：沈小蘭）
在日本冠軍嘉年華第一回合被霧崎舞打敗。
迴轉技術高手。有不良少年般的外貌和語調，而且總是戴著墨鏡。
以搖搖大會JCC關東大會正式比賽出場作為賭注，與瞬一進行了比賽，但最終沒有結果。因中村名人的好意，他們兩人的出場得到了認可。
本想在這場比賽中得出結果，但在瞬一對戰之前，在第一回合的比賽中便敗給了謎之搖搖手霧崎舞。
初次登場的時候給人很酷的印象，但自從輸給霧崎之後就常常被她耍得團團轉，變成了所謂的廢柴角色。
霧崎舞（配音：大本真基子；台灣：鄭仁君；香港：梁少霞）
1986年8月7日出生。13歲。身高133cm。血型AB型。
扎著雙馬尾。使用名為超極速的短繩搖搖。在日本冠軍嘉年華大賽的第一回合打敗輪刃剛志，但在第二回合敗給瞬一。
最初她以謎之搖搖手的身份參加日本冠軍嘉年華，但她聲稱沒有過往經驗無法鑑定品級，並與瞬一對戰。使用比標準搖搖的搖搖繩短的名為“超極速”的短繩搖搖，使瞬一陷入苦戰。
雖然外型看起來個子矮小，但實際比瞬一他們年長。性格沉默寡言且毒舌腹黑。

### 其他人物
櫻場情一（配音：宮下道央；香港：潘文柏）
十川四郎
艾力克斯·卡爾西亞（配音：熊井統子；香港：黃鳳英）
夏威夷知名職業搖搖高手。
（配音：山本泰輔）

小暮宙次（配音：的井香織；台灣：董錦萍；香港：沈小蘭）
小暮宙太弟弟。
小暮優（配音：藤川由紀子；香港：沈小蘭）
小暮宙太姐姐。
北條院的父親（配音：宗矢樹頼；香港：陳曙光）
北條院美琴（配音：篠原惠美；香港：沈小蘭）
北條院聖斗母親。前鋼琴家。溫柔、充滿慈愛的賢妻良母。但在聖斗很小的時候因蛛網膜下出血而去逝。
她的死給北條院父子蒙上了一層陰影。
北條院的管家（配音：宇垣秀成；台灣：宋克軍；香港：黃子敬）
才羽博士（配音：鈴木清信；香港：林保全）
黑岩
Hyper DJ（配音：永野廣一；香港：鄺樹培）

## 动画版
1998年11月30日～1999年9月10日放映、全22話。

### 制作
- 原作：橋口隆志（小学館《快乐快乐月刊》）
- 企画プロデューサー：戸張涼（東京電視台）、小池正史（小学館）、八木正男（小学館プロダクション）
- 原案協力：入江俊徳、袖崎友和、福本和紀（小学館《快樂快樂月刊》編集部）
- 企画協力：三浦高志（小学館キャラクター事業センター）、鵜之澤伸（バンダイナムコホールディングス）
- 構成：隅沢克之
- 美術監督：朝倉千登勢（プロダクション･アイ）
- 色彩設計：青木弘美
- 撮影監督：金沢章男
- 編集：松村正宏（JAY FILM）
- 音楽：山本哲也
- 音響監督：田中英行
- 音響効果：蔭山満（フィズサウンドクリエイション）
- 録音調整：細貝真弓
- 録音助手：原口昇
- 録音スタジオ：東京テレビセンター
- 音響制作担当：伊藤巧
- 録音制作：HALF H･P STUDIO
- 音楽プロデューサー：前山寛邦
- 音楽制作/協力：Columbia Music Entertainment、TV TOKYO MUSIC
- 監督：加戸誉夫
- アニメーション制作プロダクション：XEBEC
- 製作協力：バンダイナムコホールディングス
- 製作：TV TOKYO・小学館プロダクション
- 著作：(C)橋口たかし/小学館･バンダイナムコホールディングス・TV TOKYO・小学館プロダクション

### 音樂
片頭曲
《SOMEDAY LET'S GO TOGETHER》（Loop#1－Loop#14）
填詞：御立依麻、湯之前季里；作曲、編曲：杉内信介；主唱：rub-down
《Loop & Loop》（Loop#15－Loop#22）
填詞：白峰美津子；作曲、編曲：オレンジ；主唱：堂本瞬一（森久保祥太郎）
片尾曲《Future》
填詞：川村真澄；作曲：小倉良；編曲：石塚知生；主唱：中島千晶
香港片頭曲
《超速龍球》
填詞：歐志深；作曲：鄧崇山；主唱：方力申

### 各話列表
| 話數    | 日文標題 | 中文標題（香港）   | 劇本     | 分鏡       | 演出     | 作畫監督 |
| ------- | -------- | ------------------ | -------- | ---------- | -------- | -------- |
| Loop#1  |          | 遇上了搖搖         | 隅澤克之 | 加戶譽夫   | 加戶譽夫 | 石原滿   |
| Loop#2  |          | 勁敵的度量         | 小出克彦 | 藤本義孝   | 土器手司 | 榎本勝紀 |
| Loop#3  |          | 為了挑戰他         | 隅澤克之 | 星野龍也   | 星野龍也 | 中嶋忠二 |
| Loop#4  |          | 日本冠軍嘉年華開幕 | 小出克彦 | 井上修     | 井上修   | 古池敏也 |
| Loop#5  |          | 爭奪參賽權         | 隅澤克之 | 藤本義孝   | 藤本義孝 | 前田明壽 |
| Loop#6  |          | 未知的超速龍球     | 小出克彦 | 木村真一郎 | 早崎博文 | 坂崎忠   |
| Loop#7  |          | 瞬一流攻略法       | 隅澤克之 | 井上修     | 井上修   | 古池敏也 |
| Loop#8  |          | 因為有勁敵存在     | 小出克彦 | 星野龍也   | 清水明   | 中嶋忠二 |
| Loop#9  |          | 搖搖超人參上       | 隅澤克之 | 加戶譽夫   | 加戶譽夫 | 前田明壽 |
| Loop#10 |          | 一切的回憶         | 小出克彦 | 小林孝志   | 早崎博文 | 坂崎忠   |
| Loop#11 |          | 用短繩的霧崎       | 隅澤克之 | 井上修     | 井上修   | 古池敏也 |
| Loop#12 |          | 虛擬基地的戰鬥     | 小出克彦 | 石原滿     | 加戶譽夫 | 石原滿   |
| Loop#13 |          | 勝利的行方         | 隅澤克之 | 加戶譽夫   | 早崎博文 | 河野利幸 |
| Loop#14 |          | 衝擊的告白         | 小出克彦 | 星合貴彦   | 杉谷光一 | 坂崎忠   |
| Loop#15 |          | 悲劇的波紋         | 小出克彦 | 井上修     | 井上修   | 古池敏也 |
| Loop#16 |          | 暴風雨般的準決賽   | 隅澤克之 | 神谷純     | 花井信也 | 朝倉隆   |
| Loop#17 |          | 雨中的訪客         | 隅澤克之 | 加戶譽夫   | 早崎博文 | 前田明壽 |
| Loop#18 |          | D計劃之謎          | 小出克彦 | 井上修     | 井上修   | 古池敏也 |
| Loop#19 |          | 回憶的搖搖         | 隅澤克之 | 神谷純     | 早崎博文 | 石原滿   |
| Loop#20 |          | 雙龍               | 小出克彦 | 星合貴彦   | 杉谷光一 | 坂崎忠   |
| Loop#21 |          | 宿命的對決         | 隅澤克之 | 井上修     | 井上修   | 古池敏也 |
| Loop#22 |          | 死鬥的結果         | 小出克彦 | 加戶譽夫   | 杉谷光一 | 石原滿   |

### 播放電視台
| 香港 翡翠台 星期二、四17:05-17:35節目 | 香港 翡翠台 星期二、四17:05-17:35節目    | 香港 翡翠台 星期二、四17:05-17:35節目 |
| ------------------------------------- | ---------------------------------------- | ------------------------------------- |
|                                       | 超速搖搖 （2002年1月10日-2002年3月26日） |                                       |
| 數碼暴龍02                            | 爆旋陀螺                                 |                                       |

| 台灣 台灣電視公司 星期五17:00-18:00節目 | 台灣 台灣電視公司 星期五17:00-18:00節目 | 台灣 台灣電視公司 星期五17:00-18:00節目 |
| --------------------------------------- | --------------------------------------- | --------------------------------------- |
|                                         | 超速YOYO 重播 （2009年7月3日-）         |                                         |
| 家庭教師HITMAN REBORN!                  | 我們這一家                              |                                         |
| 台灣 東森幼幼台 星期六、日9:00-9:30節目 |                                         |                                         |
| Yoyo Man                                | 超速YOYO （2009年10月10日-）            | —                                       |